# Posadas (Hiszpania)
Posadas – gmina w Hiszpanii, w prowincji Kordoba, w Andaluzji, o powierzchni 160,28 km². W 2011 roku gmina liczyła 7594 mieszkańców.